# Chiesa di Sant'Antonio (Capraia Isola)
La chiesa e il convento di Sant'Antonio sono due edifici sacri che si trovano a Capraia Isola.

## Storia
La chiesa e il convento furono costruiti dall'Ordine francescano nella seconda metà del XVII secolo. Le origini si devono a un monaco francescano, Pier Giorgio di Bastia, che fu inviato nell'isola nel febbraio 1655 dall'allora vescovo di Massa e Populonia Giovan Battista Malaspina per sostituire nelle funzioni di economo un pievano ammalato: il frate convinse la comunità di Capraia ad ospitare un insediamento di francescani. Questa possibilità era vista con favore dalla Repubblica di Genova - secondo il quale i francescani potevano limitare l'autorità del vescovo, che risiedendo a Massa Marittima poteva essere influenzato dal Granducato di Toscana - ma fu avversata dal successore di monsignor Malaspina, Bandino Accarigi, che il 19 gennaio 1658 inviò una lettera alla comunità di Capraia per manifestare la sua contrarietà. Tuttavia i francescani si erano già dati da fare e nel frattempo avevano ottenuto da papa Alessandro VII il via libera.
Dal 1873 al 1986 il convento ha ospitato la centrale del carcere, che ospitava la direzione e gli uffici.
Nel 2016 si sono conclusi i lavori di restauro della facciata e dell'interno della chiesa, che precedentemente si trovavano in pessime condizioni.
L'origine barocca è evidente nelle linee mosse della facciata della chiesa. All'interno si trovano la tela raffigurante la Vergine con il Bambino e sant'Anna e, sull'altare maggiore, la statua lignea di sant'Antonio.

## Galleria d'immagini

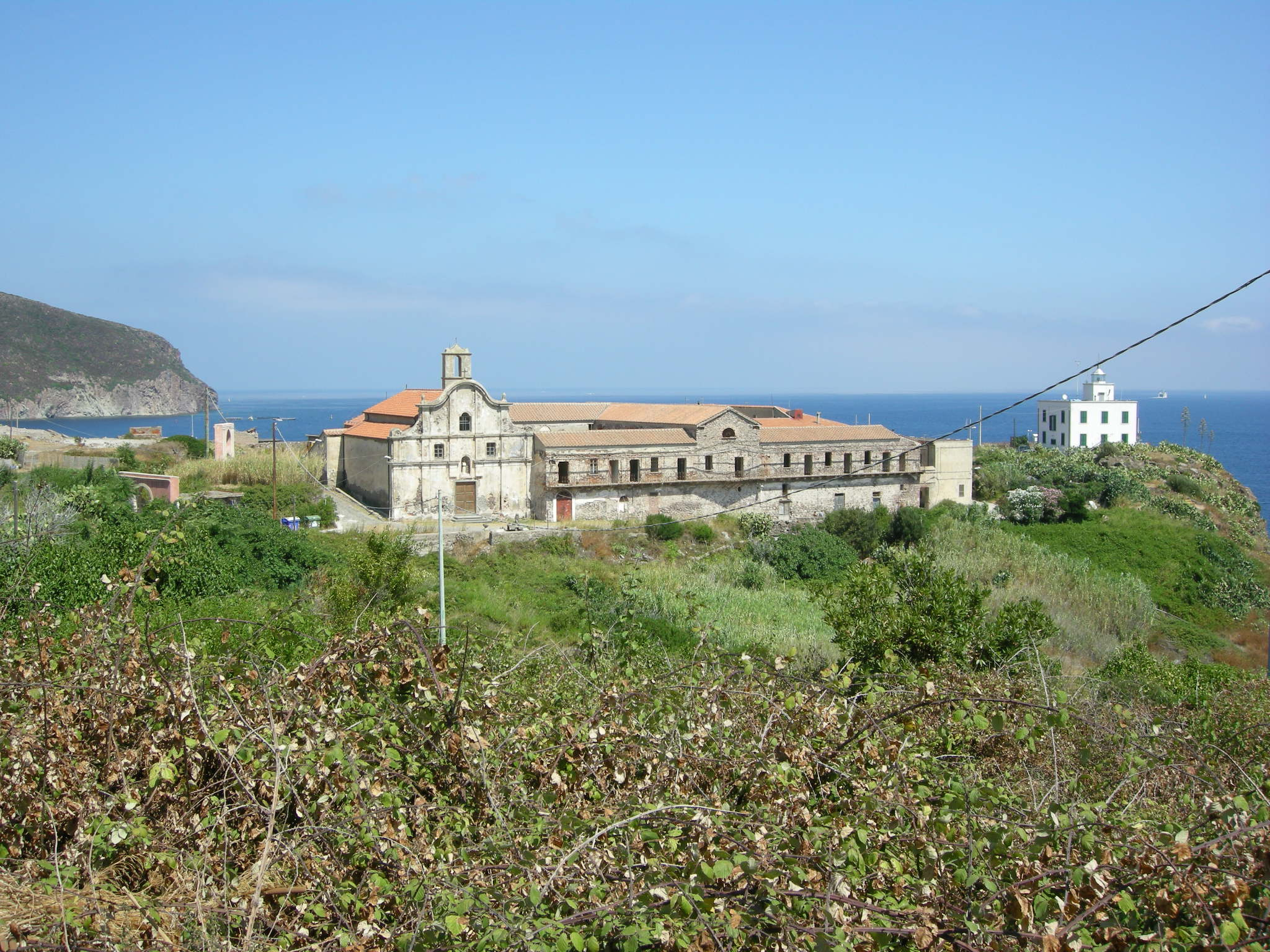
L'ex- convento e il vicino faro
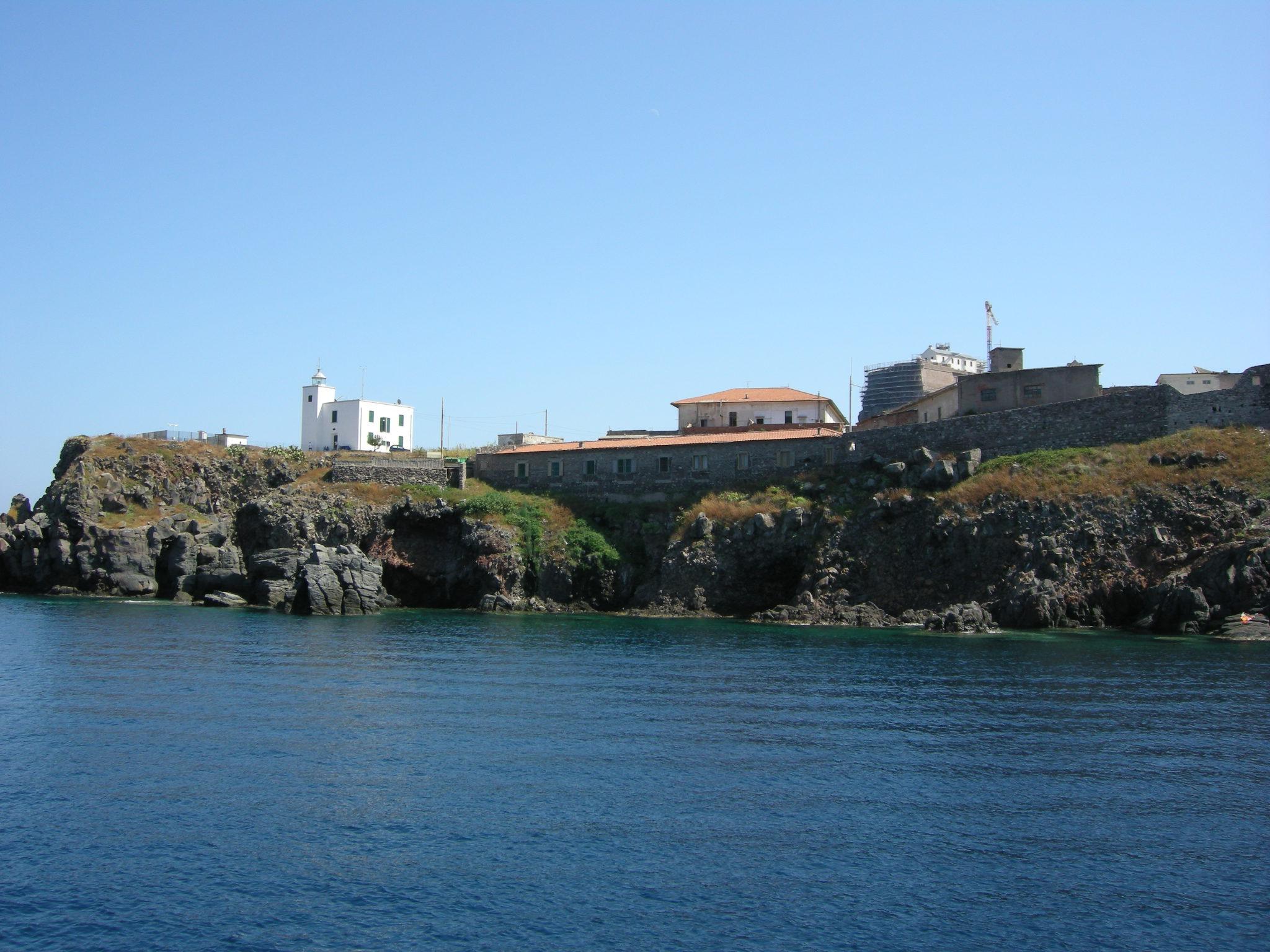
Veduta del complesso dal mare
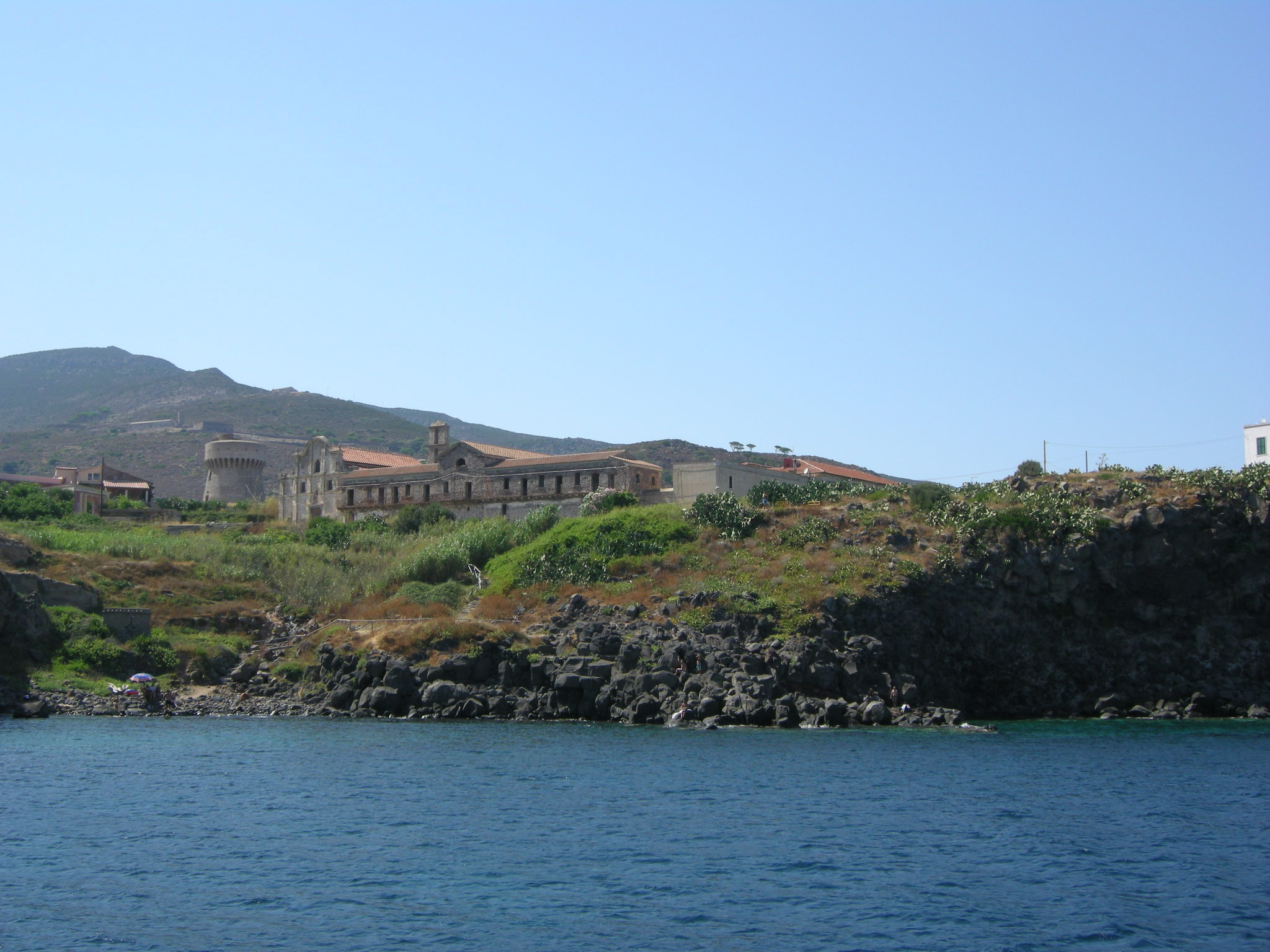
Veduta dal mare con la torre del Porto
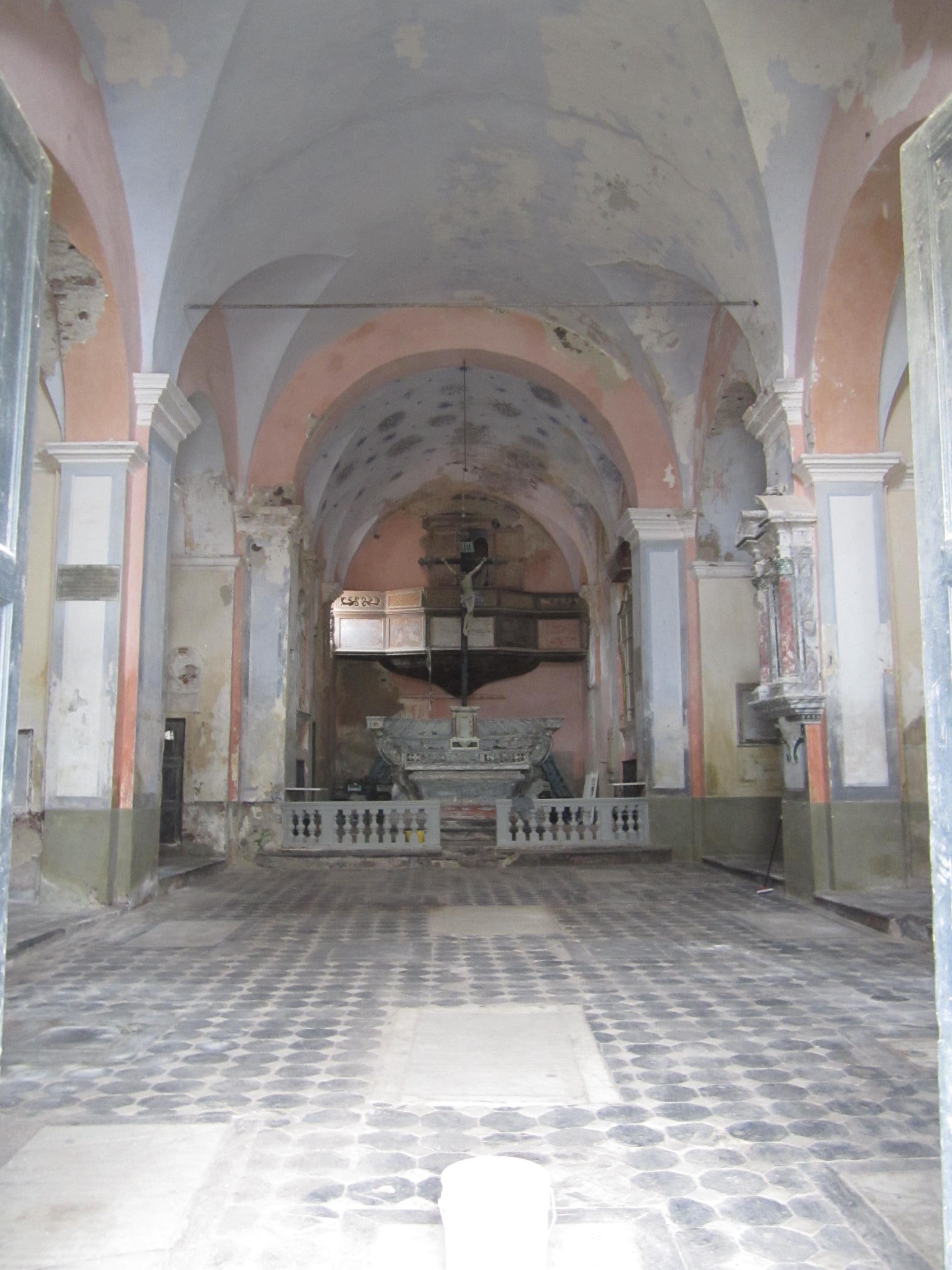
Interno